# Kw'adza
El kw'adza és una llengua cuixítica extinta a finals del segle xx, antigament parlada al districte Mbulu de Tanzània, i que integra, ensems amb l'aasáx, l'alagwa, el burunge, el dahalo, el gorowa i l'iraqw la subdivisió del cuixític meridional.
C. Ehret treballà amb el que se suposava que era l'últim parlant de kw'adza (M. L. Bender 1976: 280), fet confirmat anys més tard per R. Kiessling (1999).